# 合答黑
合答黑（蒙古语：Qadaq，？—1251年）又作合答、哈答，是蒙古帝国的重臣之一，为第三代大汗（元定宗）贵由的亲信。
合答黑虽位居相当于宰相的高位，但因第四代大汗蒙哥即位后被杀，他的出身记载几乎无存。根据零散记载，他出身乃蛮部，被任命为窝阔台庶长子贵由的王傅（阿答毕），贵由的性格深受其影响<。
1241年窝阔台去世后，因正妻已先亡，乃马真后（脱列哥那）临朝称制，全力推动自己的儿子贵由即位。但因贵由生母脱列哥那身份低微，反对声浪强烈，直至1246年贵由才得以登基成为第三代大汗，在位三年 。合答黑的属臣失剌是阿里的后人、撒马尔罕的土著。他在贵由即位后，告发脱列哥那的亲信、主导窝阔台时期的波斯女性法提瑪施行巫术。以法蒂玛被处决为开端，脱列哥那派系的奥都剌合蛮等高官相继倒台或被处决，贵由新政权由此确立。
《世界征服者史》《史集》等史料均记载贵由将国政委托给合答黑和田镇海。此时访问蒙古高原的柏郎嘉宾称合答黑为行政长官，镇海为首席书记官。合答黑担任的“也可・扎鲁忽赤”，在汉文史籍里被称为中国历史上的丞相。他们作为行政长官成为贵由政权的最高核心成员。
合答黑和田镇海皆为基督教徒，因此帝国境内的基督教徒（蒙古人称“也里可温”）备受优待。贵由自幼受合答黑影响，对基督教徒颇具好感，叙利亚、安纳托利亚、阿塞拜疆等地的基督徒闻讯纷纷前往蒙古宫廷。尽管非基督徒未被敌视，但穆斯林等群体在贵由治下地位较低，多有不满。此外，出身乃蛮部的忙哥・孛剌与伊朗总督阿儿浑阿加对立，因与合答黑同部族而获其支持，试图推翻阿儿浑阿加。
1248 年，贵由即位仅两年后突然去世，此前在窝阔台-贵由政权中失势的拖雷家族趁机崛起。1251年，拖雷长子蒙哥即位，以旧贵由政权高官图谋政变为由展开清洗，合答黑与田镇海一同被处决。